# Springkornsfältmätare
Springkornsfältmätare (Xanthorhoe biriviata) är en fjärilsart som beskrevs av Moritz Balthasar Borkhausen 1794. Springkornsfältmätare ingår i släktet Xanthorhoe och familjen mätare, Geometridae. Enligt den svenska rödlistan är arten nära hotad i Sverige. Arten förekommer sällsynt från Skåne till Medelpad samt tillfälligtvis även på Öland och Gotland. Inga underarter finns listade i Catalogue of Life.

## Bildgalleri

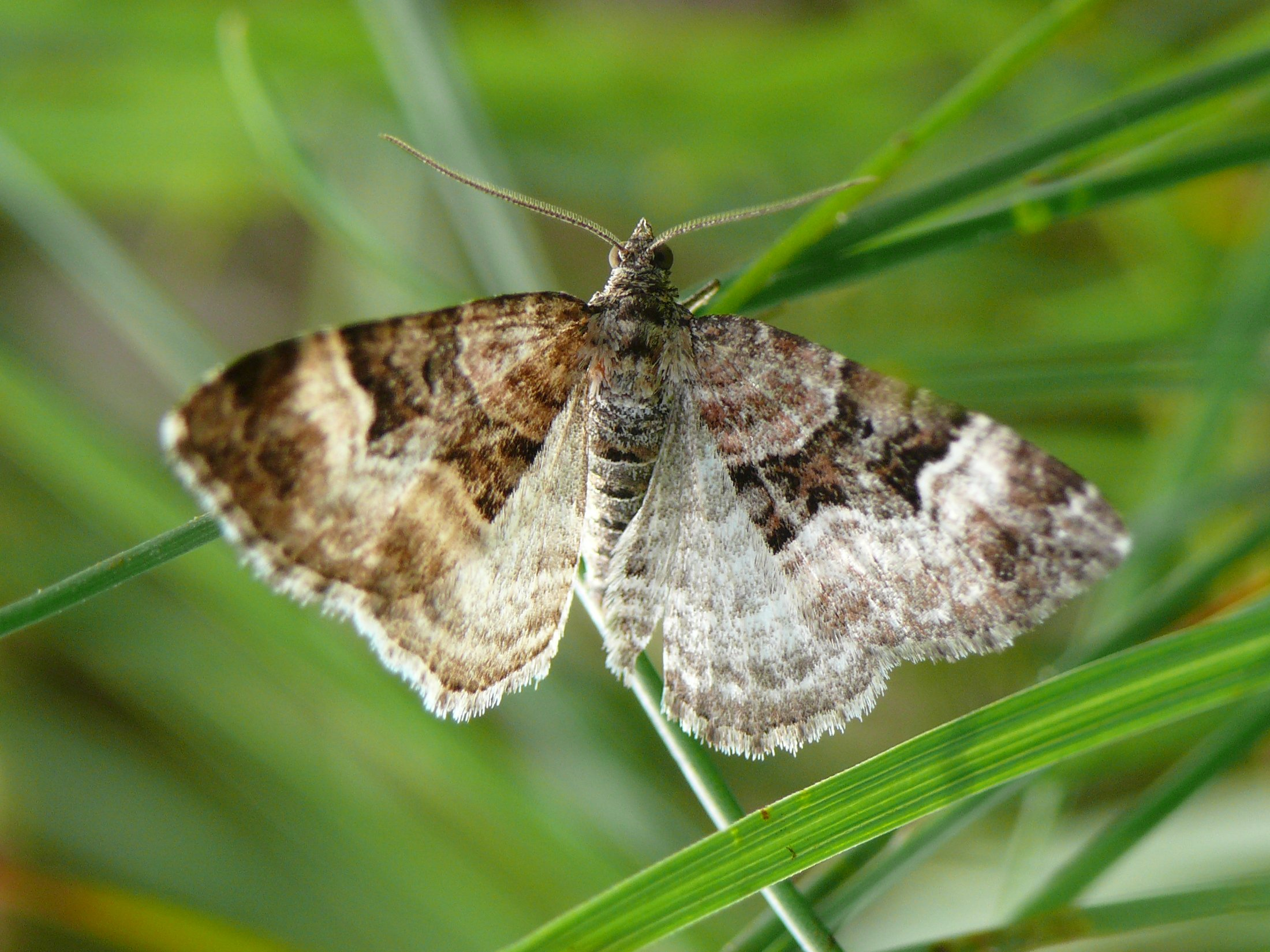
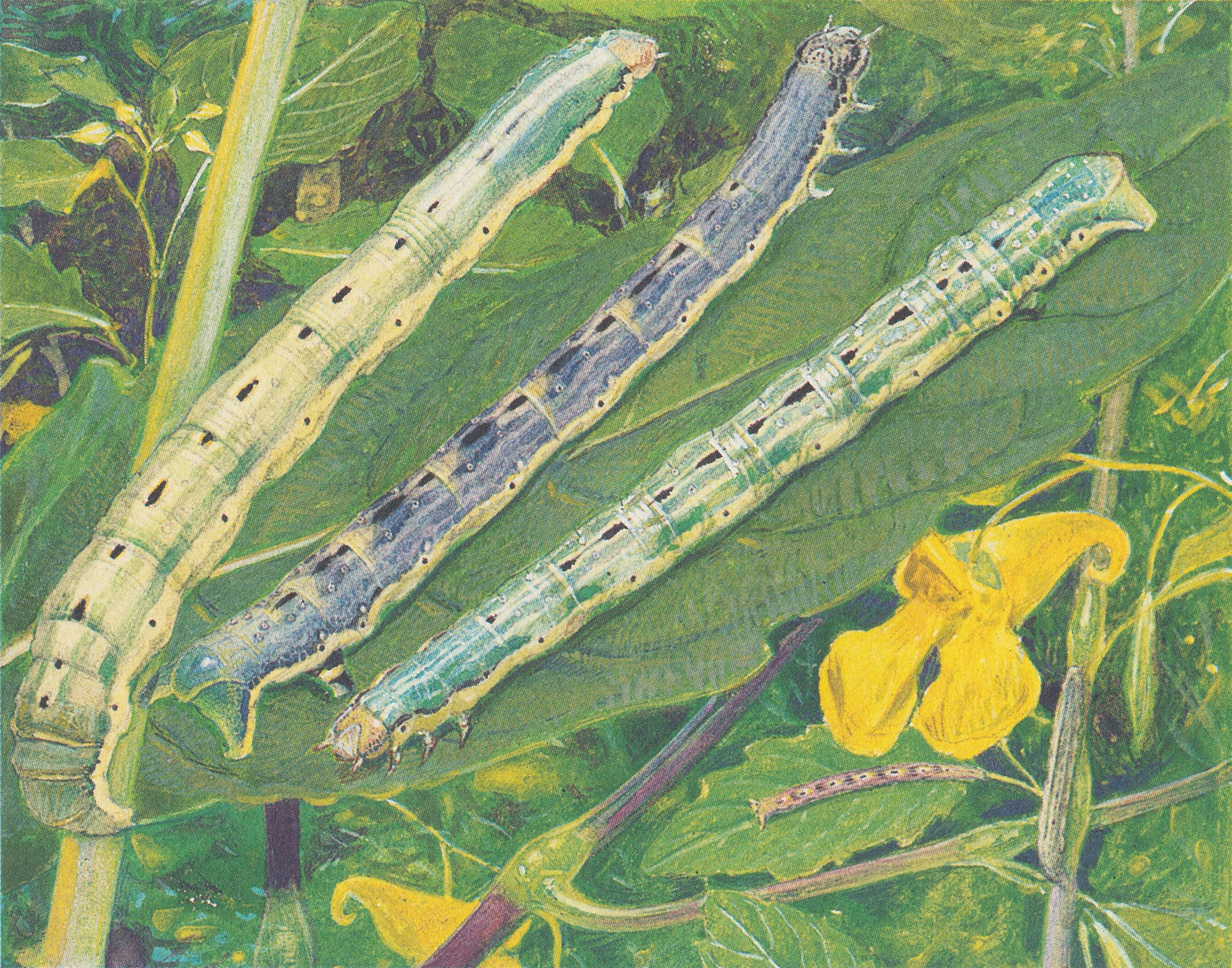